# ポートサイド県
ポートサイド県（ポートサイドけん、アラビア語: محافظة بورسعيد、Port Said Governorate）は、エジプトの県。県都はポートサイド。ブールサイード県ともよばれる。

## 概要
エジプトの北東部に位置し、地中海に面する。スエズ運河の北の端に位置し、エジプトで2番目の規模の港を持つ。県都ポートサイドには、ポートサイド灯台とスエズ運河庁ポートサイド支社の入った巨大なビルがある。面積8435km2、人口607353人（2010年）。現知事は、サマーハ・ムハンマド・アハマド・カンディール（2013年6月-）。

## 隣接する県
- 北シナイ県
- イスマイリア県
- シャルキーヤ県
- ダカリーヤ県
- ディムヤート県